# Gurnee, Illinois
Gurnee är en ort (village) i Lake County, i delstaten Illinois, USA. Enligt United States Census Bureau har orten en folkmängd på 31 424 invånare (2011) och en landarea på 35 km².